# 州桥
州桥，又名天汉桥，是中国河南省开封汴河上的一座古桥梁。该桥是一座石砌平桥，修建于唐朝建中二年（781年），宣武军节度使李勉重修汴州城时所建，当时位于南城门外的通济渠上，名为汴州桥 ，简称州桥。
北宋汴京城扩建后，该桥就变成了闹市中心，连接皇宫和南城门的南北御道与横贯城市的汴河交汇处的水陆交通枢纽。明朝时，周王将州桥改建为拱桥。“州桥明月”为明清“汴京八景”之一。崇祯十五年（1642年），李自成攻打开封时，黄河淹没开封城，州桥被淤埋于地下4.3米处。目前州桥埋于开封闹市中心中山路与大纸坊街交叉口南侧，1984年考古挖掘，发现了宽达30米的完整的古桥梁。此外，州桥仍用于地名，有州桥街道、州桥派出所。

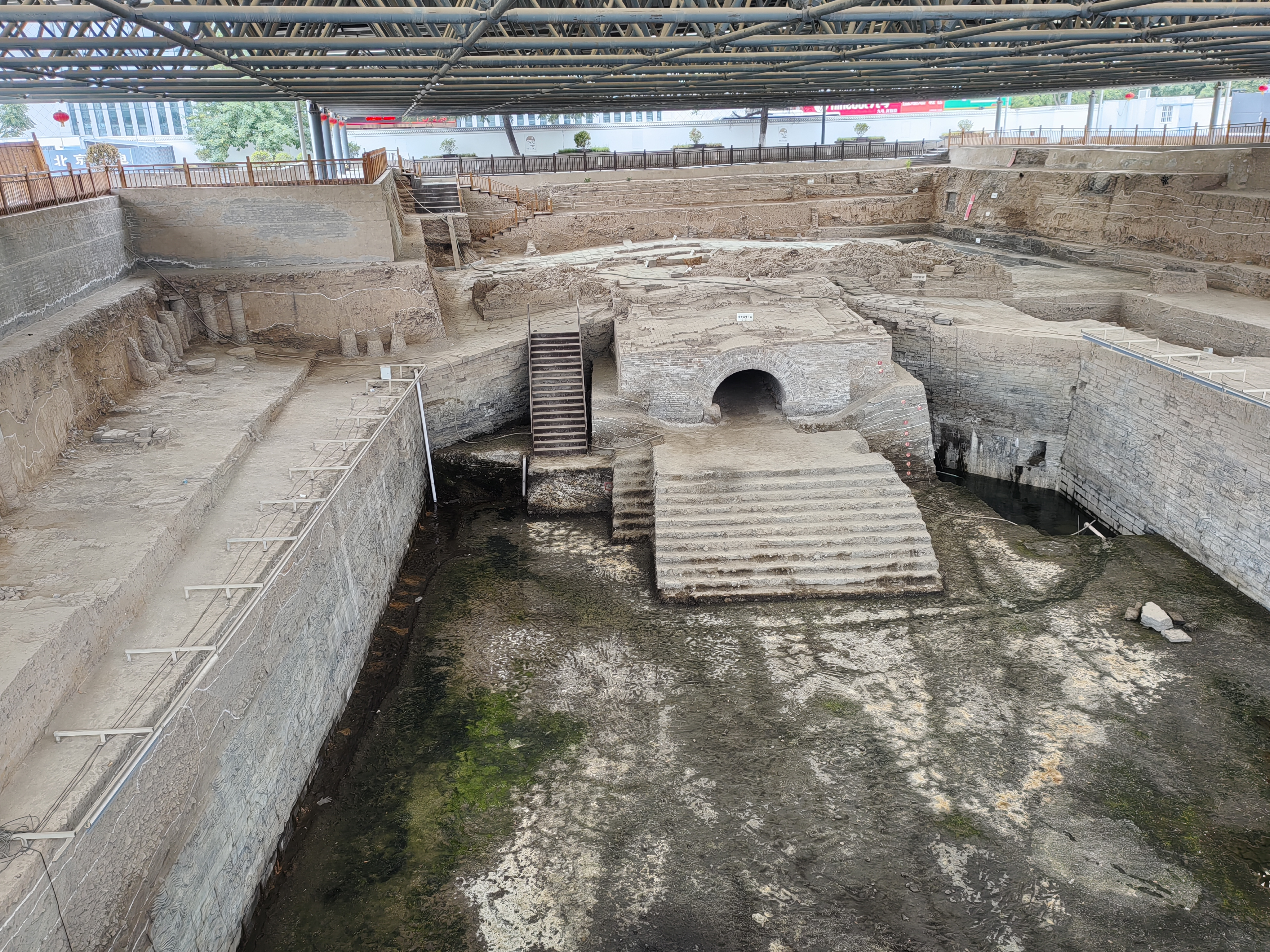
州橋遺址
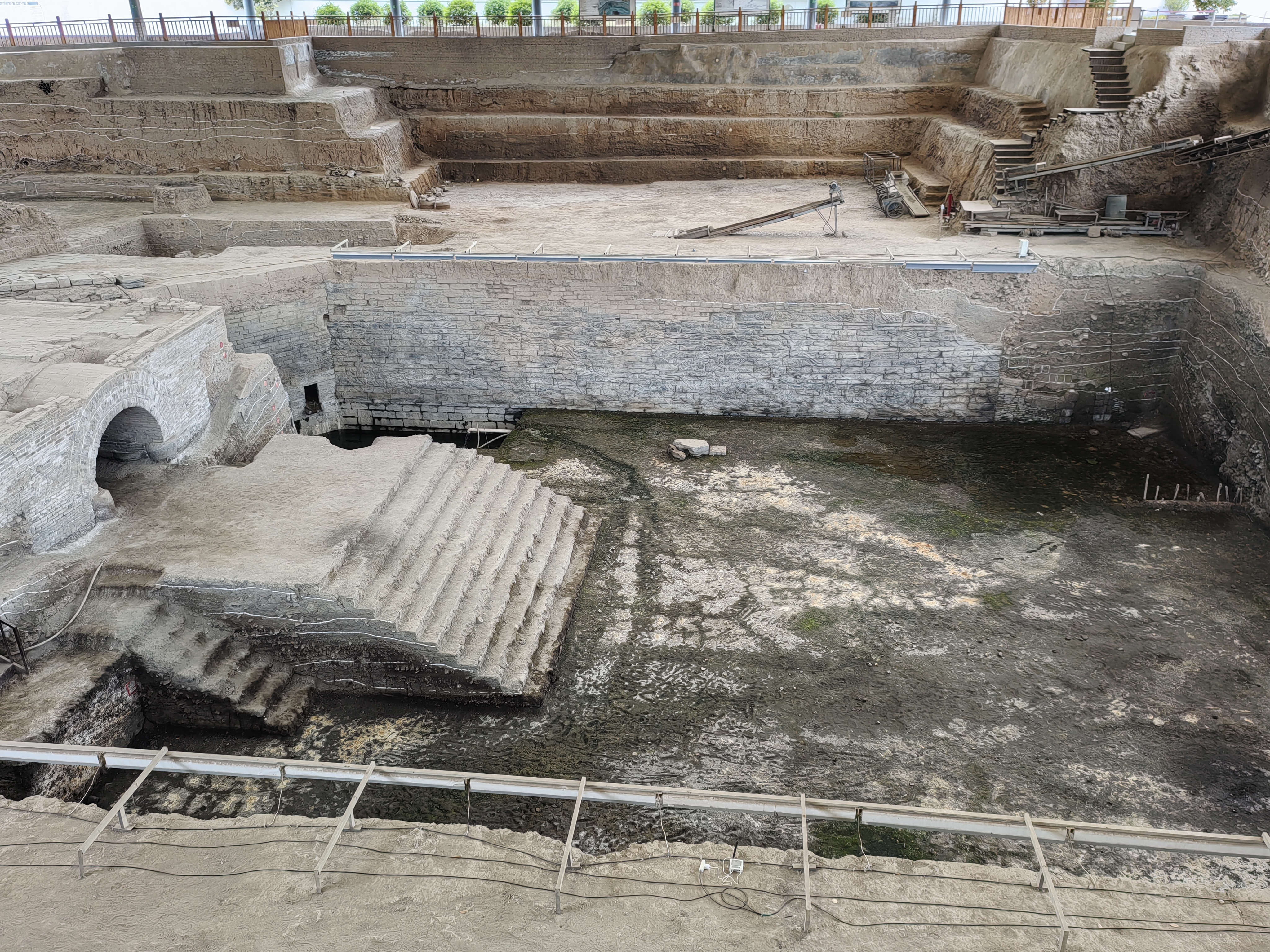
州橋堤岸石刻海馬瑞獸圖
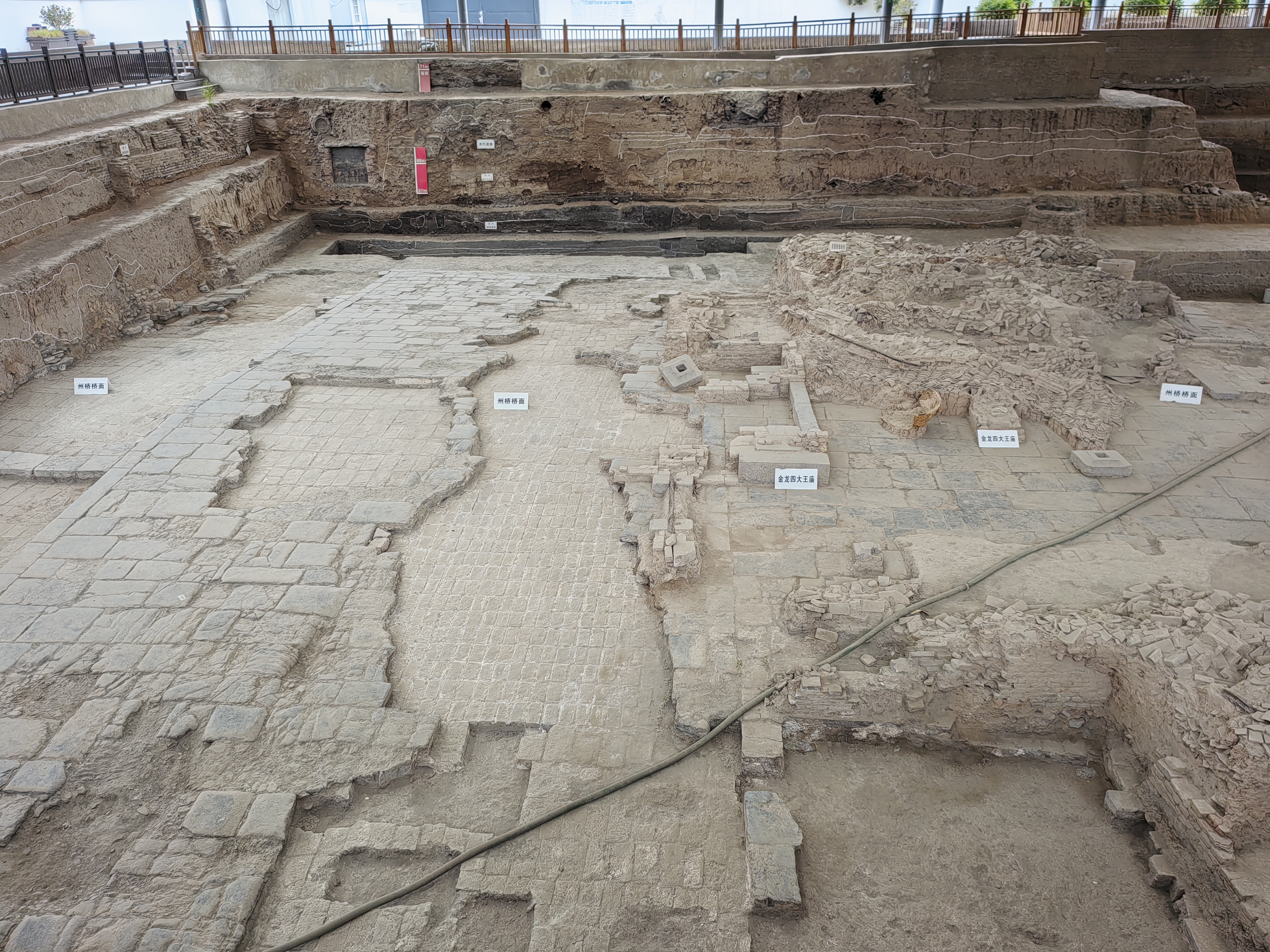
州橋橋面
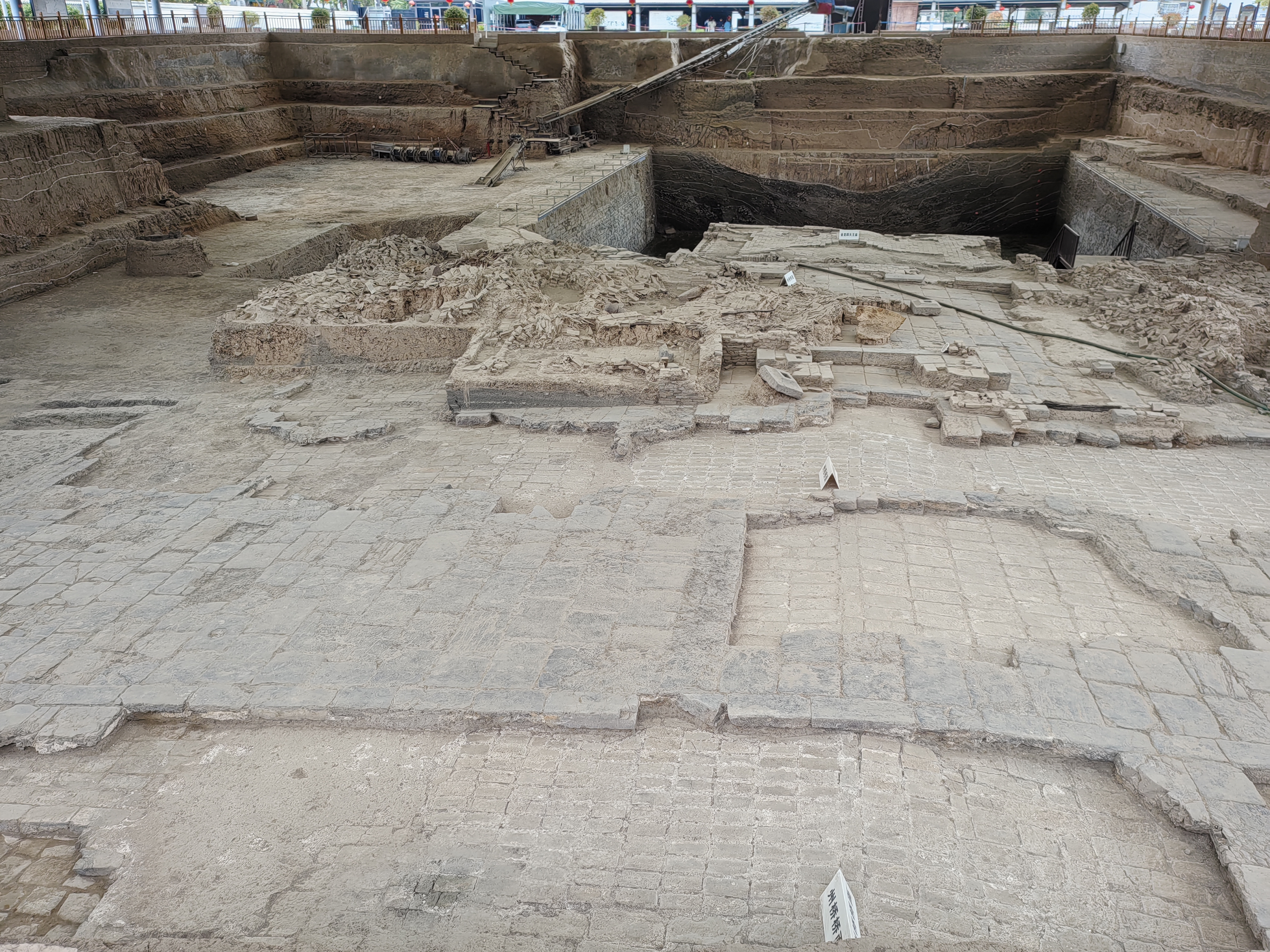
州橋橋面
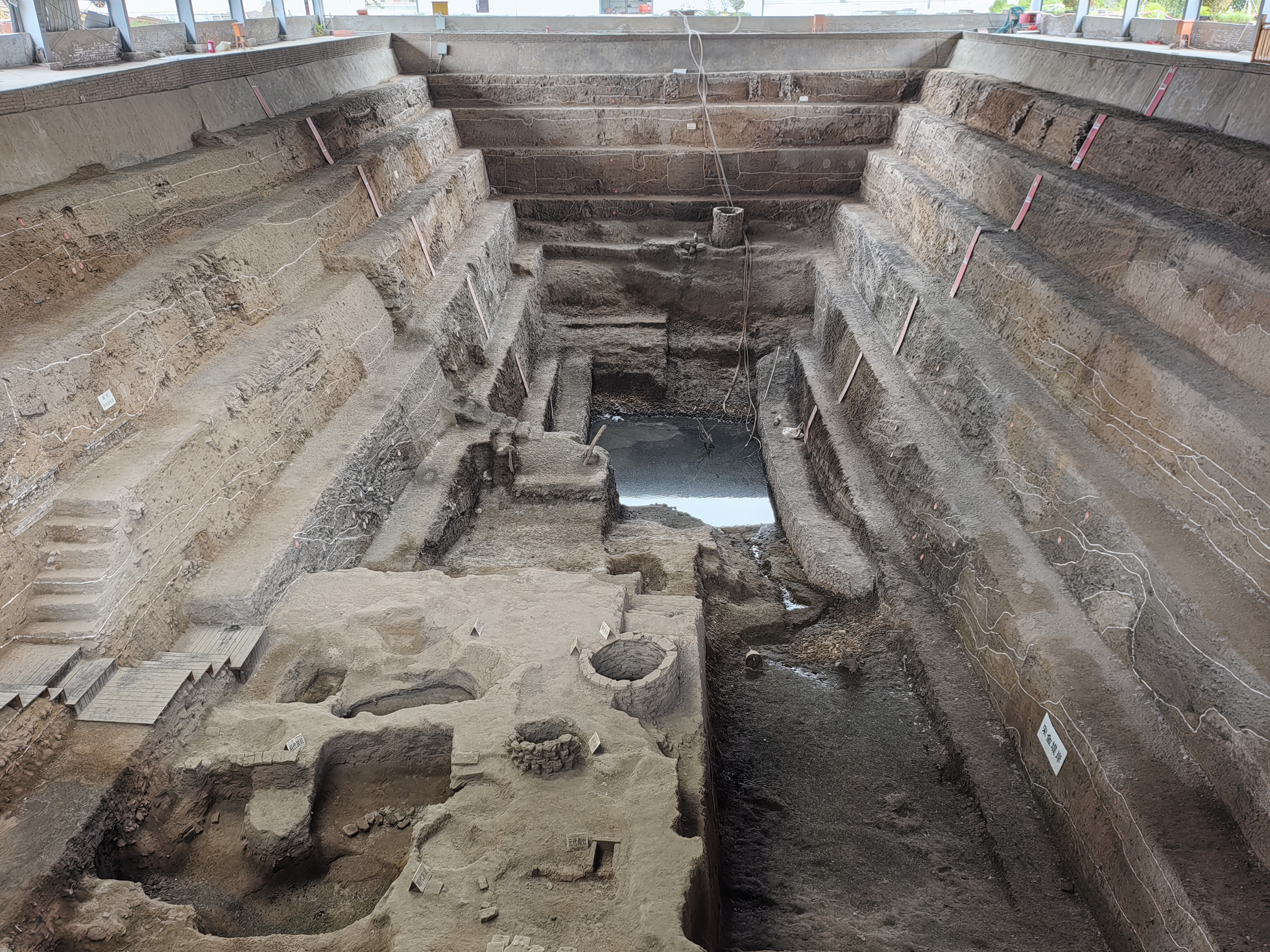
州橋附近運河河道地層
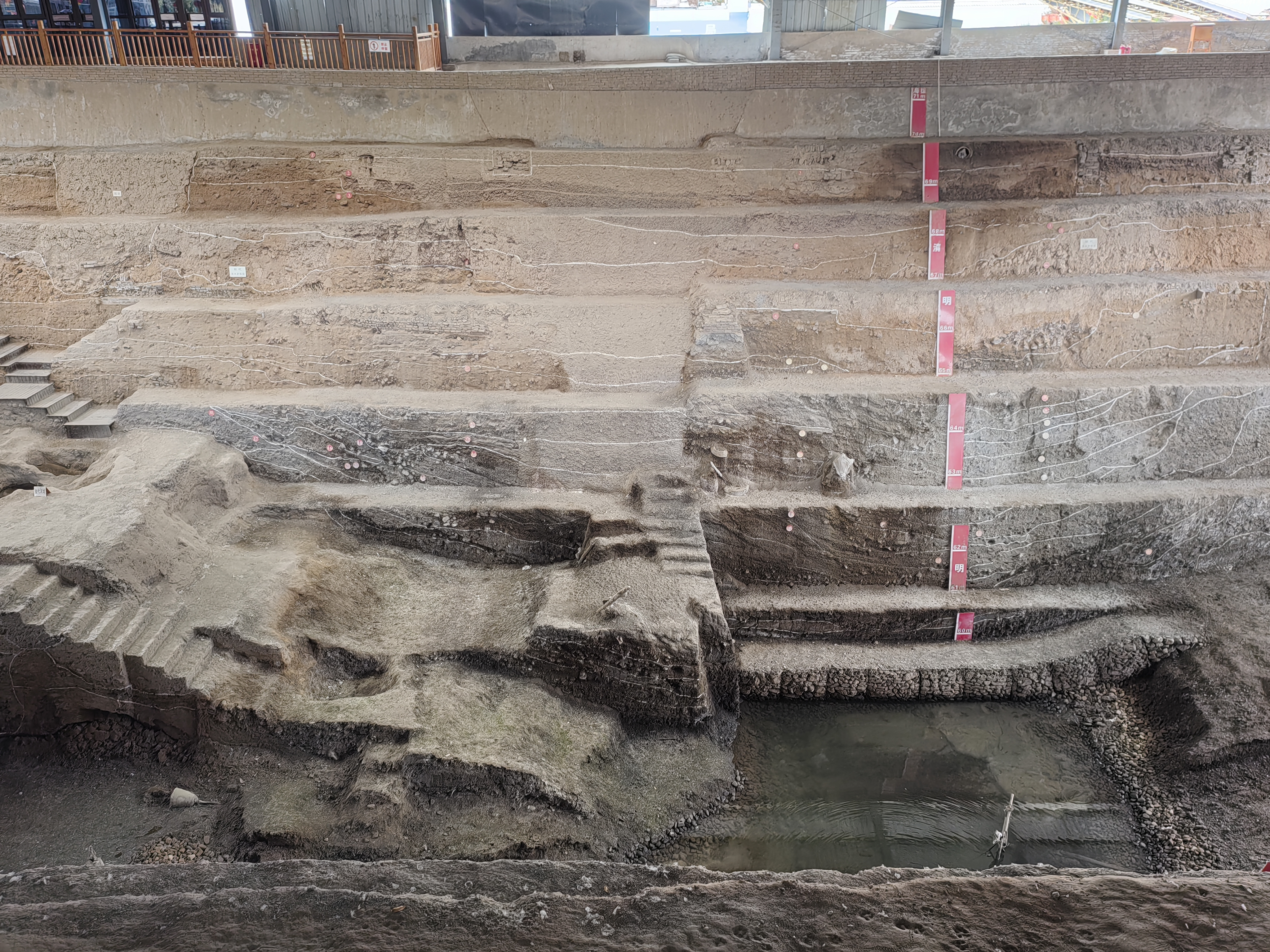
州橋附近運河河道地層

## 相关文化
《如梦录》记载：“州桥下即汴河，其桥脚北过县角，南到小纸坊街口，……桥高水深，舟过皆不去桅。”与州桥有关的诗词甚多，例如北宋诗人梅尧臣的诗作：
堤上残风雪，桥边盛酒楼。据鞍衰意尽，倚坎艳歌留。
又如南宋诗人范成大的诗作《州桥》：
州桥南北是天街，父老年年等驾回。忍泪失声询使者，几时真有六军来?
清朝州桥已湮灭，仍有凭吊遗迹的诗作：
石桥高踞浚仪沟，月色如银冷浸秋。鳌背负山银阙涌，虹光横海玉梁浮。香车已尽花间市，红袖歌残水上楼。几度有人吹凤管，汴州风景胜杭州。
在《水浒传》中，描写杨志在东京因花光了钱财，无奈在州桥当街叫卖祖传宝刀。却在卖刀之时与泼皮牛二发生争吵，不得已杀了牛二，而被发配到大名府充军。